# Histerolina
Histerolina es un género de foraminífero bentónico de la subfamilia Scythiolininae, de la familia Cuneolinidae, de la superfamilia Ataxophragmioidea, del suborden Ataxophragmiina y del orden Loftusiida. Su especie tipo es Histerolina pileiformae. Su rango cronoestratigráfico abarca desde el Hauteriviense hasta el Berriasiense (Cretácico inferior).

## Discusión
Clasificaciones previas hubiesen incluido Histerolina en el suborden Textulariina del orden Textulariida o en el orden Lituolida.

## Clasificación
Histerolina incluye a las siguientes especies:
- Histerolina ellipsiformae †
- Histerolina paxilliformae †
- Histerolina pileiformae †